# 轟千尋
轟 千尋（とどろき ちひろ）は日本の作曲家。神奈川県出身。オーケストラ作品からこどもたちのためのピアノ曲まで、さまざまな作編曲作品多数。また、音楽関係の雑誌連載や書籍、絵本などの執筆も手がける。
2002年神奈川県立横浜緑ヶ丘高等学校卒業、2006年東京藝術大学音楽学部作曲科卒業、2008年東京藝術大学大学院音楽研究科作曲専攻修士課程修了。在学中、明治安田クオリティオブライフ振興財団より奨学金授与。2005年 第10回東京国際室内楽作曲コンクール 第2位。一般社団法人全日本ピアノ指導者協会評議員。 

## 主な作品
- 『みんなで連弾 ハッピー☆クリスマス』（2009年・全音楽譜出版社）
- 『きらきらピアノ』こどものピアノ名曲集（2011年・全音楽譜出版社）
- 『きらきらピアノ』シリーズ（2011年・全音楽譜出版社）
- 『ピアノでわくわくクリスマス』（2011年・全音楽譜出版社）
- 『きらきらピアノ』こどものポピュラーメロディーズ（2012年・全音楽譜出版社）
- 『ちいさなおんがくかい』（2012年・学研）
- 『ぴあのでものがたり』（2012年・音楽之友社）
- 『はじめてのテクニック ピアノのほん』（2013年・学研）
- 『ピアノのほんレパートリー』（2013年・学研）
- 『おぼろ月夜の主題による幻想曲』（2013年・全音楽譜出版社）
- 『きせつのものがたり』（2014年・音楽之友社）
- 『きらきらピアノ』こどものピアノ連弾名曲集（2014年・全音楽譜出版社）
- 『ロッパチ』シリーズ（2015年 - 全音楽譜出版社）
- 『星降る町の小さな風景 ピアノのための12578の小品』（2016年・全音楽譜出版社）
- 『チョップスティック奇想曲』（2016年・全音楽譜出版社）
- 『ねこふんじゃった即興曲』（2018年・全音楽譜出版社）
- 『メヌエットの主題による変奏曲』（2020年・全音楽譜出版社）
- 『音楽物語　ひいてみよう　わたし、ピアノすきかも』（2020年・音楽之友社）
- 『コンソナンス』四手連弾のための（2023年・全音楽譜出版社）
- 『碧に寄せる詩』（2024年・全音楽譜出版社）

オムニバス作品
- 『おつきさまのはなし』おつきさまのはなし　ほか（2010年・カワイ出版）
- 『木洩れ日のエチュード』木洩れ日のエチュード / 青いドレスとちょうネクタイ / うさぎと月の物語（2018年・カワイ出版）
- 『王様のピアノ』シリーズ（全音楽譜出版社）
- 『全音ピアノピース』シリーズ（全音楽譜出版社）
- 『銀色のステラ』屋根裏の窓から / かすみ草と雨 / 晴れた日の草原で/水たまりを歩いたら（2019年・カワイ出版）
- 『夏の夕暮れに』夏の夕暮れに-主題と5つの変奏-/カプリース（2020年・カワイ出版）
- 『ある日、オリーブの丘で』（2021年・音楽之友社）
- 『はじまりの街』いちばん星を見上げたら／魔法の国のレストラン（2024年・カワイ出版）

その他、作品が収載された曲集は100以上。

## 著書
- 『いちばん親切な楽典入門』（2013年・新星出版社）
- 『いちばん親切な楽譜の読み方』（2016年・新星出版社）
- 絵本・音楽物語『わたし、ピアノすきかも（2019年・音楽之友社）
- 『いちばん親切な音楽記号用語事典』（2021年・新星出版社）

## オーケストラアレンジ
- グランシップ 音楽の広場（2010年 - ）
- 兵庫芸術文化センター管弦楽団、日本フィルハーモニー管弦楽団、群馬交響楽団、九州交響楽団

## 雑誌連載
- D&D（河合楽器製作所）
- ムジカノーヴァ（音楽之友社）
- あんさんぶる（河合楽器製作所）

## CD
- 三舩優子（ビクター） 『碧に寄せる詩』『星降る町の小さな風景』  『きらきらピアノ』シリーズ
- TSUKEMEN（キングレコード） 『 BASARA』  『KIYARI』  『EL DORADO』  『AKATSUKI』  『ACROSS』  『OP.1』  『TSUKEMEN CINEMAS』  『J Beat!』
- 米良美一『無言歌』（キングレコード）
- 福川伸陽（キングレコード） 『ラプソディ・イン・ホルン』  『ラプソディ・イン・ホルン 弐』
- 小林沙羅『日本の詩』
- 小原孝『弾き語りフォーユー 30th Anniversary』

## ラジオ
- SBSラジオジングル

## 校歌
- 横浜市立並木中央小学校校歌